# 尾鷲英俊
尾鷲 英俊（おわし ひでとし、1958年2月22日 - ）は、日本のアニメーター、アニメ演出家。北海道小樽市出身。

## 来歴・人物
千代田写真デザイン学院を卒業後、漫画家となったが、直ちにアニメーターへと転向。
1978年頃、作画下請会社「じゃんぐるじむ」に入社し『ドカベン』『怪物くん』などで原画・動画を担当する傍ら、『おじゃまんが山田くん』では絵コンテを担当。アニメーター・演出家としての第一歩を同社で踏み出している。
1983年、じゃんぐるじむを退社しOH!プロダクションに移籍。同プロダクションでは『ベムベムハンターこてんぐテン丸』『とんがり帽子のメモル』『ルパン三世 PARTIII』などの作画監督を務めた（「コンテマン」としても活躍）。
同プロ退社後は、フリーのアニメーター・演出家として活躍。作画下請会社「忙画社」の代表者を務めていた時期もある。
1990年代以降は、オー・エル・エム作品（『ポケットモンスター』『モジャ公』『カスミン』他）に多く参加している。
『ルパン三世 PARTIII』『ルパン三世 バビロンの黄金伝説』で絵コンテを担当する時のみ、甲賀電という別名義を使っていた。

## 主な参加作品

### テレビアニメ
- ドカベン（1976年 - 1979年、動画）
- ドラえもん（1979年 - 2005年、原画)
- 鉄腕アトム (アニメ第2作)（1980年、原画）
- 釣りキチ三平（1980年 - 1982年、原画）
- 怪物くん（1980年 - 1982年、原画）
- おじゃまんが山田くん（1980年 - 1982年、絵コンテ）
- うる星やつら（1981年 - 1986年、原画）
- あさりちゃん（1982年 - 1983年、原画）
- わが青春のアルカディア 無限軌道SSX（1982年 - 1983年、原画）
- ミームいろいろ夢の旅（1983年 - 1985年、原画）
- ベムベムハンターこてんぐテン丸（1983年、作画監督）
- とんがり帽子のメモル（1984年 - 1985年、作画監督）
- ルパン三世 PARTIII（1984年 - 1985年、絵コンテ・作画監督）[注 1]
- キテレツ大百科（1988年 - 1996年、作画監督・原画）
- 悪魔くん（1989年 - 1990年、原画）
- おちゃめなふたご クレア学院物語（1991年、絵コンテ）
- ぼのぼの（1995年 - 1996年、作画監督）
- モジャ公（1995年 - 1997年、キャラクターデザイン・総作画監督）
- 忍ペンまん丸（1997年 - 1998年、作画監督・原画）
- ポケットモンスター（1997年 - 2002年、作画監督）[注 2]
- おじゃる丸（1998年 - 、作画監督）
- おるちゅばんエビちゅ（1999年、原画）
- キョロちゃん（1999年 - 2001年、作画監督）
- カスミン（2001年 - 2003年、原画）
- ジャングルはいつもハレのちグゥ（2001年、原画）
- あたしンち（2002年 - 2009年、作画監督・原画）
- おもいっきり科学アドベンチャー そーなんだ!（2003年 - 2004年、原画／OPED原画）
- アガサ・クリスティーの名探偵ポワロとマープル（2004年 - 2005年、原画）
- XXXHOLiC（2006年、ED原画）
- のらみみ2（2008年、原画）
- カイバ（2008年、原画）
- XXXHOLiC◆継（2008年、ED原画）
- ご姉弟物語（2009年 - 2010年、作画監督・原画）
- たまごっち!（2009年 - 2012年、作画監督・原画・OPED原画）
- スティッチ!～ずっと最高のトモダチ～（2010年、原画）
- SHIN-MEN（2011年、原画）
- たまごっち! ゆめキラドリーム（2012年 - 2013年、作画監督）
- NINJAハットリくんリターンズ（2012年 - 2013年、レイアウト）
- 踊り子クリノッペ（2013年 - 、作画監督・原画）
- となりの関くん（2014年、作画監督・原画）
- デンキ街の本屋さん（2014年、原画）
- 怪盗ジョーカー（2014年、原画）
- クレヨンしんちゃん（2015年 - 、原画・作画監督）
- 鉄人28号ガオ!（2015年 - 2016年、原画）
- 新あたしンち（2015年、作画監督・作画）

### 劇場アニメ
- 怪物くん 怪物ランドへの招待（1981年、原画）
- ルパン三世 バビロンの黄金伝説（1985年、絵コンテ）[注 3]
- たあ坊の竜宮星大探険（1991年、原画）
- ドラミちゃん ハロー恐竜キッズ!!（1993年、原画）
- ドラミちゃん 青いストローハット（1994年、原画）
- クレヨンしんちゃん ブリブリ王国の秘宝 （1994年、原画）
- 帰ってきたドラえもん（1998年、原画）
- クレヨンしんちゃん 電撃!ブタのヒヅメ大作戦（1998年、原画）
- のび太の結婚前夜（1999年、原画）
- クレヨンしんちゃん 爆発!温泉わくわく大決戦（1999年、原画）
- おばあちゃんの思い出（2000年、原画）
- がんばれ!ジャイアン!!（2001年、原画）
- ドラえもん のび太と翼の勇者たち（2001年、原画）
- クレヨンしんちゃん 嵐を呼ぶ モーレツ!オトナ帝国の逆襲（2001年、原画）
- ぼくの生まれた日（2002年、原画）
- ドラえもん のび太とロボット王国（2002年、原画）
- クレヨンしんちゃん 嵐を呼ぶ アッパレ!戦国大合戦（2002年、原画）
- ドラえもん のび太とふしぎ風使い（2003年、原画）
- ドラえもん のび太のワンニャン時空伝（2004年、原画）
- クレヨンしんちゃん 嵐を呼ぶ!夕陽のカスカベボーイズ（2004年、原画）
- クレヨンしんちゃん 伝説を呼ぶブリブリ 3分ポッキリ大進撃（2005年、原画）
- 映画ドラえもん のび太の恐竜2006（2006年、原画）
- 劇場版 どうぶつの森（2006年、原画）
- えいがでとーじょー! たまごっち ドキドキ! うちゅーのまいごっち!?（2007年、作画監督）
- 映画! たまごっち うちゅーいちハッピーな物語!?（2008年、作画監督）
- 劇場版ポケットモンスター ダイヤモンド&パール アルセウス 超克の時空へ（2009年、原画）
- 劇場版3D あたしンち 情熱のちょ〜超能力母 大暴走!（2010年、原画）
- 映画ドラえもん のび太のひみつ道具博物館（2014年、原画）
- ポケモン・ザ・ムービーXY 破壊の繭とディアンシー（2014年、原画）
- 映画 妖怪ウォッチ 誕生の秘密だニャン!（2014年、原画）
- ピカチュウとポケモンおんがくたい（2015年、作画監督）
- ポケモン・ザ・ムービーXY&Z ボルケニオンと機巧のマギアナ（2016年、原画）

### OVA
- ひとりぼっちの宇宙戦争（1990年、原画）
- となりの関くん（2014年、作画監督・原画）
- たまゆら〜卒業写真〜　第1部 芽 -きざし-（2015年、原画）

### Webアニメ
- クレヨンしんちゃん外伝 エイリアン vs. しんのすけ（2016年、作画監督・作画）
- クレヨンしんちゃん外伝 おもちゃウォーズ（2016年、作画監督・作画）
- SUPER SHIRO（2020年、作画監督・原画）